# 1843
Промислова революція •  Національно-визвольні рухи • Робітничий рух •  Російська імперія

## Геополітична ситуація
На московщині царює диктатор Микола I. Імперії романових належать більша частина України, значна частина Польщі, країни Закавказзя, Фінляндія, Аляска, Волощина та Молдова. Україну розділено між двома державами — Королівство Галичини та Володимирії належить Австрії, Правобережжя, Лівобережжя та Крим — Російській імперії.
В Османській імперії править султан Абдул-Меджид I (до 1861). Під владою османів перебувають Близький Схід та Єгипет, Середземноморське узбережжя Північної Африки, Болгарія. Васалами османів є Сербія та Боснія.
Австрійську імперію очолює Фердинанд I (до 1848). Вона охоплює, крім власне австрійських земель, Угорщину з Хорватією, Трансильванію, Богемію, Північ Італії. Короля Пруссії — Фрідріха-Вільгельма III змінив Фрідріх-Вільгельм IV (до 1861). Королівство Баварія очолює Людвіг I (до 1848). Австрія, Пруссія, Баварія та інші німецькомовні держави об'єднані в Німецький союз.
У Франції королює Луї-Філіпп I (до 1848). Франція має колонії в Алжирі, Карибському басейні, Південній Америці та Індії. На троні Іспанії сидить Ізабелла II (до 1868). Королівству Іспанія належать частина островів Карибського басейну, Філіппіни. Королева Португалії — Марія II (до 1853). Португалія має володіння в Африці, Індії, Індійському океані й Індонезії.
У Великій Британії триває Вікторіанська епоха — править королева Вікторія (до 1901). Британія має колонії в Північній Америці, на Карибах та в Індії. Королівство Нідерланди очолює Віллем II (до 1849). Король Данії та Норвегії — Фредерік VII (до 1863), на шведському троні сидить Карл XIV Юхан Бернадот (до 1844). Італія розділена між Австрією та Королівством Обох Сицилій. Існує Папська держава з центром у Римі.
Бразильську імперію очолює Педру II (до 1889). Посаду президента США обіймає Джон Тайлер. Територія на півночі північноамериканського континенту, Провінції Канади, належить Великій Британії, територія на півдні та заході континенту належить Мексиці.
В Ірані при владі Каджари. Британська Ост-Індійська компанія захопила контроль майже над усім Індостаном. У Пенджабі існує Сикхська держава. У Бірмі править династія Конбаун, у В'єтнамі — династія Нгуєн. У Китаї володарює Династія Цін. В Японії триває період Едо.

## Події

### В Україні
- Завершилося будівництво Червоного корпусу Київського університету.
- Відкрився Музей Одеського товариства історії та старожитностей.
- Засновано Київську археографічну комісію.

### У світі
- 3 лютого почалася облога Монтевідео аргентинськими військами.
- 8 березня в Ісландії відновлено Альтинг як дорадчий орган.
- 4 травня Наталь проголошено британською колонією.
- 22 травня перший обоз із 1000 піонерів вирушив Орегонським шляхом.
- 23 травня Чилі взяли під контроль Магелланову протоку.
- 15 вересня у Греції спалахнуло Повстання 3 вересня.
- 17 листопада Шанхай відкрився для торгівлі.

### У суспільному житті
- Випущено першу різдвяну листівку.
- У Лондоні завершилося будівництво першого у світі тунелю під річкою.
- На територіях, підконтрольних Британській Ост-Індській компанії скасовано рабство.
- Бразилія стала другою країною, що випустила поштові марки
- Джозеф Сміт, засновник Руху святих останніх днів отримав видіння, яке рекомендувало полігамію.
- У Копенгагені відкрився Парк Тіволі.
- У Лондоні вийшов перший номер журналу «Економіст».

### У науці
- Вільям Гамільтон побудував теорію кватерніонів.
- Джеймс Джоуль експериментально встановив механічний еквівалент теплоти.
- Карл Густав Мосандер відкрив хімічні елементи Тербій та Ербій.
- Ада Лавлейс створила перший алгоритм.

### У мистецтві
- Чарлз Дікенс написав «Різдвяну пісню».
- Ганс Крістіан Андерсен видав нову збірку казок, серед яких «Соловей» та «Гидке каченя».
- Опубліковано книгу «Страх і тремтіння» Серена К'єркегора.
- Відбулася прем'єра опери Гаетано Доніцетті «Дон Паскуале».

## Народилися
Див. також Категорія:Народились 1843
- 3 січня — Гаврило Густавсон, російський хімік-органік (пом. 1908).
- 29 січня — Вільям Мак-Кінлі, 25 президент США (1897—1901)
- 3 червня — Климент Тимірязєв, російський природознавець
- 15 червня — Едвард Гріг, норвезький композитор
- 7 липня — Камілло Гольджі, італійський фізіолог

## Померли
Див. також Категорія:Померли 1843
- 7 червня — Маркіян Шашкевич, український письменник, громадський і культурний діяч, один з провідників українського національного відродження[1].
- 19 вересня — Гаспар-Гюстав Коріоліс, французький математик і механік
- 20 серпня — Григорій Квітка-Основ'яненко, український прозаїк і культурно-громадський діяч